# Jean-Pierre Hansen (dirigeant d'entreprise)
Pour les articles homonymes, voir Jean-Pierre Hansen et Hansen.
Jean-Pierre, baron Hansen, né le 25 avril 1948 à Athus, en Belgique, est un dirigeant d'entreprise belge.
Il a notamment été administrateur délégué (CEO) et président d'Electrabel et COO et vice-président du Comité exécutif et premier vice-président du groupe Suez.

## Carrière professionnelle
Jean-Pierre Hansen est ingénieur en électrotechnique de l'université de Liège, diplômé d'économie de l'université Paris II et titulaire d'un doctorat en génie électrique de l'université Paris VI. Après avoir été conseiller du Ministre belge de l’économie pendant la première crise de l’énergie, il entre dans le secteur de l’électricité et du gaz en 1976.
Il est CEO et chef de la direction d'Electrabel de 1992 à mars 1999 puis de janvier 2005 à avril 2010. Il retournera dans l'entreprise en janvier 2005 et en deviendra vice-président jusqu'en avril 2010. De 1999 à 2005, il est président du conseil d’administration de l’entreprise.
Jean-Pierre Hansen est vice-président du comité exécutif de Suez puis responsable de Suez Énergie Europe et International au sein de GDF SUEZ de 2003 à 2010.
Il a présidé les conseils d’administration de filiales du groupe Suez (Distrigaz, Fluxys, Fabricom) et siégé dans plusieurs Conseils (Agbar, Arcelor, CNP, Groupe Delhaize, KBC, Ergon Capital).
Ancien vice-président de la Fédération des Entreprises de Belgique (FEB), il a été régent de la Banque Nationale de Belgique (2002 – 2005).
Professeur à l’UC Louvain, il a aussi enseigné l’économie de l’énergie à l’École Polytechnique (Paris). Il est Membre de l’Académie Royale de Belgique depuis 2009 et Membre Correspondant de l’Académie de Sciences Morales et Politiques (Paris) depuis 2015.
En 2014 le roi Philippe de Belgique lui a concédé le titre de baron . En janvier 2018, il succède à Philippe Maystadt à la fonction de président du conseil d'administration de l'ARES (Académie de Recherche et d'Enseignement supérieur qui chapeaute l'enseignement supérieur francophone).

## Affaire "Electragate"
En février 2004, Jean-Pierre Hansen a autorisé, dans un contexte de rumeurs d'OPA, une opération visant à tester la sécurité informatique d’Electrabel. Il aurait ainsi mis sur écoute un employé de son entreprise. La justice belge a estimé que la manière dont cette mission a été conduite était critiquable mais qu’elle ne justifiait pas la tenue d’un procès devant le tribunal correctionnel.

## Ouvrages
- « Énergie : Économie et politiques », avec J. Percebois (De Boeck éd., Bruxelles). Prix de l’Association Française de Science Economique, Paris, 2011
- « La vraie nature du marché » (De Boeck éd., Bruxelles). Prix de l’Académie des Sciences Morales et Politiques, Paris, 2013
- « Une quête de Graal – La recherche de l’équité en environnement économique », Académie royale de Belgique, octobre 2014